# نانسي أونيل
نانسي أونيل (بالإنجليزية: Nancy O'Neil)‏ هي ممثلة أسترالية، ولدت في 25 أغسطس 1911 بسيدني في أستراليا، وتوفيت في 5 مارس 1995 بلندن في المملكة المتحدة.

## وصلات خارجية
- نانسي أونيل على موقع IMDb (الإنجليزية)
- نانسي أونيل على موقع قاعدة بيانات الفيلم (الإنجليزية)